# Anne Villemin Sicherman
Pour les articles homonymes, voir Villemin et Sicherman.
Anne Villemin Sicherman, née le 6 février 1951 à Pont-à-Mousson, est un écrivain français. Elle est l'auteur d'une série de romans policiers historiques dont l'intrigue se déroule essentiellement à Metz, à la fin du XVIIIe siècle.

## Biographie
Elle passe son enfance à Delme, en Moselle. Elle suit ses études secondaires chez les dominicaines de Nancy et ses études de médecine également à Nancy.
Elle devient écrivain après une carrière professionnelle de gynécologue à Hagondange.
Issue d'une lignée de quatre générations de vétérinaires, elle leur donne un successeur de fiction à travers l'enquêteur de ses romans, Augustin Duroch, un artiste vétérinaire, comme on les appelait alors, issu de la première promotion de la première école vétérinaire du monde, créée à Lyon au XVIIIe siècle.
Ses romans mettent également en scène la communauté juive du XVIIIe siècle à Metz.
Son roman L'Abbé Grégoire s'en mêle a été récompensé en 2019 par le prix Historia du roman policier historique,, et le suivant, Rumeur 1789 par le prix Littré du roman,. Ces thrillers historiques se déroulent, comme la plupart des romans de l'auteur, au XVIIIe siècle.

## Réception critique
Accueillie avec faveur dans la région de diffusion de son premier éditeur, l’œuvre d'Anne Villemin Sicherman a connu une reconnaissance en progression constante depuis lors,. La presse nationale juive n'a pas tardé à s'intéresser à son œuvre avec son roman Guet-apens rue des Juifs : « Le héros nous entraîne dans un suspens qui ne faiblit pas. Une plume extraordinaire pour un roman historique qui vous tient en haleine ». Une communication a été donnée sur les romans d'Anne Villemin Sicherman en 2017 par un professeur à l'université de Lorraine lors d'un colloque international.
La revue Historia consacre à L'Abbé Grégoire s'en mêle une critique très favorable dans son numéro de janvier 2019, puis lui décerne son prix du roman policier historique pour cette même année dans le numéro d'avril, avec une nouvelle présentation très élogieuse : « On attendait depuis longtemps celui ou celle qui ressusciterait le XVIIIe siècle à l'égal d'un Parot. C'est chose faite ». « Il parvient à tenir la distance sur plus de 500 pages sans jamais lasser tant la langue est fine et élégante, et l'intrigue subtilement déroulée ». La revue Le Point vétérinaire consacre en 2019 un article élogieux à l'ensemble de la série.
L'Académie nationale de Metz lui consacre plusieurs pages dans le livre qu'elle a fait paraître sur Metz, au miroir des écrivains.
La parution de Rumeur 1789 est accueillie par un article de la revue Historia qui salue la manière dont « ce roman captivant dissèque avec finesse la genèse et la mécanique du chaos ». La même revue voit dans Retour à Varennes « le récit enlevé d'une impasse à l'ère de tous les pièges ».
En avril 2021, la revue Histoire et Civilisations publie une page d'entretien avec Anne Villemin Sicherman. En février 2022, cette même revue publie une recension élogieuse de La Femme rouge.
En février 2023 parait le premier roman d'une nouvelle série qui met en scène une sage-femme au temps du Consulat, la nuit de la sage-femme. Il soulève à nouveau l'intérêt des revues Histoire et Civilisations et Historia.
Il reçoit le prix "Romans et nouvelles" des conseils départementaux de Lorraine.
La parution, en mai 2025, de La dernière chance d'Éléonore, chez Calmann-Lévy, est remarquée à nouveau par les revues le Monde Histoire et Civilisations et Historia, ainsi que par le Journal du Dimanche, comme aussi par la presse régionale.

## Œuvre

### SérieAugustin Duroch
Elle mêle à des intrigues policières, aux côtés de personnages de fiction, des personnalités historiques, comme, dans les premiers volumes, Charles Alexandre de Calonne, intendant des Trois-Evêchés à Metz, puis Contrôleur général des finances de Louis XVI, puis l'abbé Grégoire, ou encore Pierre Louis Roederer. On y vit aussi des évènements historiques, comme le Concours de Metz de 1787 et 1788, lancé par l'Académie Royale de Metz, et qui a constitué une étape importante dans l'émancipation des juifs de France, et surtout, la fuite à Varennes, de Louis XVI et Marie Antoinette et la bataille de Valmy. Dans son dernier ouvrage c'est la terreur qui assombrit la vie des messins en 1794.
- Guet-apens rue des Juifs, Strasbourg, éditions Le Quotidien 2014 ; réédition, Abreschviller, éditions La Valette, 2017  (ISBN 979-10-91590-13-6)
- L'Argent des farines, Strasbourg, éditions éditions Le Quotidien 2015 ; réédition, Abreschviller, éditions La Valette, 2017  (ISBN 979-10-91590-15-0)
- Le Souper de Lafayette, Strasbourg, éditions Le Quotidien 2016 ; réédition, Abreschviller, éditions La Valette, 2017  (ISBN 979-10-91590-14-3)
- Un bûcher pour Versailles, Abreschviller, éditions La Valette, coll. « Haret noir », 2017  (ISBN 979-10-91590-12-9)
- L'Abbé Grégoire s'en mêle, Abreschviller, éditions La Valette, 2018  (ISBN 979-10-91590-19-8) ; réédition, Paris, éditions 10/18, coll. « Grands détectives » no 5619, 2020  (ISBN 978-2-264-07665-6) Sélection du premier prix France Bleu Grands Détectives[26],[27]. Prix Historia 2019 du roman policier historique[3],[4],[5]
- Rumeur 1789, Abreschviller, éditions La Valette, 2019  (ISBN 979-10-91590-28-0) ; réédition, Paris, éditions 10/18, coll. « Grands détectives » no 5627, 2020  (ISBN 978-2-264-07709-7) Prix Littré du roman[6],[7]
- Retour à Varennes, Paris, éditions 10/18, coll. « Grands détectives » no 5669, 2021  (ISBN 978-2-264-07803-2) Sélectionné pour le prix France-Bleu "l'histoire en polar" 2021
- La Femme rouge, Paris, éditions 10/18, coll. « Grands détectives » no 5699, 2021  (ISBN 978-2-264-07816-2)
- La Dernière Chance d'Éléonore, Calmann-Lévy, 2025

### SérieMontfort
Comme dans la série précédente, des personnages historiques y sont mis en scène, à côté de personnages de fiction. On voit apparaitre, par exemple, dans la nuit de la sage-femme, Germaine de Staël, Benjamin Constant, Charles de Villers, Dorothea von Rodde, le Préfet Colchen, et le médecin accoucheur Morlanne. Dans  le fiancé de Russie, c'est aussi Napoléon lui-même, et l'impératrice Marie-Louise, mais aussi le Préfet Vaublanc, et le mathématicien Olry Terquem, qui apparaissent, certains avec un rôle important dans l'intrigue.
- 1803 la nuit de la sage-femme, Paris, éditions 10/18, 2023
- 1812 le fiancé de Russie, Paris, éditions 10/18, 2024
- 1814 Typhus, Paris, éditions 10/18, 2025

## Récompenses
- 2016 : prix du Salon du Livre Féminin de la Ville de Hagondange pour Le Souper de Lafayette
- 2019 : Prix Historia 2019 du roman policier historique pour L'Abbé Grégoire s'en mêle[3],[4],[5], livre également sélectionné la même année pour le prix du Noir historique de Blois
- 2019 : Prix Littré du roman pour Rumeur 1789[6],[7]
- 2024 : Prix "Romans et nouvelles" des conseils départementaux de Lorraine[22] pour 1803 la nuit de la sage-femme